# Улица (телесериал, Россия)
«У́лица» — российский комедийный телесериал, сюжетная линия которого строится вокруг жителей одной из улиц спального района большого города.
Премьера сериала состоялась 2 октября 2017 года на телеканале «ТНТ». Производитель — «Good Story Media». Как и остальные сериалы телеканала, «Улица» разделена на несколько блоков. 9 апреля 2018 года состоялась премьера 2 сезона. Серии первого и второго блоков выходили с понедельника по четверг в 19:30 на канале «ТНТ». Премьера третьего сезона состоялась 17 сентября 2018 года, серии выходят в 12:30. 30 ноября 2018 года исполнительница роли Ирины Алёна Котова в своей странице в Instagram официально объявила о том, что съёмки сериала окончены.
Заключительная серия вышла в эфир 28 декабря 2018 года в 12:30.
Премьера режиссёрской версии состоялась 4 февраля 2019 года в 20:00 на канале ТНТ4.

## Сюжет
Бывший олигарх Андрей Никольский стал жертвой крупной аферы, в результате которой он полностью лишился жилья и средств к существованию и вместе с женой и двумя детьми вынужденно переезжает с Рублёвки на окраину Москвы в квартиру, где провёл свои детские годы. Его жена Люба, привыкшая к роскошной рублёвской жизни, не могла смириться с новым бытом. Семье Никольских пришлось налаживать отношения с обычными жителями Улицы, детей пришлось отправить вместо элитной школы в обычную среднюю, а Андрею пришлось срочно искать новую работу.
Первый сезон заканчивается расставанием Андрея и Любы, гибелью его старшего сына Лёхи и беременностью его новой подруги Ларисы.
Второй сезон начинается с приезда из Лондона давней подруги Андрея и Любы Алисы Васильевой и её младшего брата Ромы. В связи с тем, что Алиса находилась в розыске и была фигурантом громкого уголовного дела, по которому проходил её любовник (бизнесмен Виктор Шановский), ей пришлось срочно укрыться в квартире на окраине Москвы. Андрей переехал жить к Ларисе, которая ждёт от него ребёнка. Переехав в Москву, Алиса сменила внешность (перекрасила волосы) и призналась Андрею, что была тайно в него влюблена. Вскоре начала встречаться с новым участковым Артёмом Дружининым, который заменил Соколова.
События третьего сезона начинаются с того, что Андрей находится в любовном треугольнике между яркой и улыбчивой Алисой и требовательной, но ранимой в душе Ларисой. Лариса ждёт девочку (позднее раскрывается, что она ждёт сына). В жизни и отношениях героев происходят изменения: Катя и Соколов начинают жить вместе, Ирка и Дэн прощают друг друга и снова пытаются построить отношения, Виталя делает предложение Юле, а Влад Тане. Лаура и Сергеич хотят ребёнка, а Вахрушева, устав от Аркашиных измен и хамства, задумывается о разводе. Ксюша возвращается из Израиля и погружается в мысли о поступлении и будущей карьере, параллельно решая дела на личном фронте.
Сериал заканчивается сказкой для Тоши, которую рассказывает Андрей. Параллельно мелькают герои Улицы (Катя и Соколов, которые собираются переезжать в другой город, улыбающиеся Марат и Ира, выпивающие шампанское в кафе, Ксюша и Рома в его новой съёмной квартире, Энн и Макс, простившие друг другу все обиды, и совершенно новые пары: Кабан и Ангелина, Костя и Света, у которых всё ещё впереди).

## Актёры и роли
Андрей Сергеевич Никольский (Павел Савинков)
Предприниматель, вынужденный из-за банкротства переехать на Улицу, где прошло всё его детство. В детстве был полноватым и носил обидное прозвище Пухлик. Был женат на Рите и Любови Никольской. Имеет двух сыновей: Лёху и Вадика; Лёха от первого брака с Ритой. В 40 серии узнаёт, что Вадик биологически не его сын; в 41 серии разводится с Любой. В конце первого блока первого сезона вступает в интимную связь с бизнесвумен Ларисой, на которую работает; позже выясняется, что она беременна. Первой блок сезона заканчивается тем, что у Андрея в аварии погибает старший сын Лёха. После его гибели Андрей предпринимает попытку покончить с собой, но узнав о беременности Ларисы, вместе с соседкой Таней мчится к ней в поликлинику, чтобы спасти её от аборта. В 81 серии раскрывается, что Лариса всё-таки сохранила ребёнка. Делает Ларисе предложение, но она предлагает ему подписать брачный контракт, на что Андрей отвечает отказом. В третьем блоке сезона признаётся в любви Алисе, но потом сожалеет об этом. В 135 серии Лариса признаётся, что больше не любит его. Списав всё на гормоны беременной подруги, он добивается Ларису и налаживает с ней отношения. В 158 серии вновь становится отцом. В 169 серии подают с Ларисой заявление в ЗАГС. В 180 серии продаёт квартиру и переезжает на Рублёвку с Ларисой и сыном.
Любовь Никольская (Софья Реснянская)
Безработная женщина, привыкшая жить в роскоши; из-за этого переезд на Улицу приняла сложно. В одной из серий сближается с Мишей, тренером Вадика, и, осознав, что он влюблён в неё, говорит, что они не могут встречаться. После переезда знакомится с Таней, которая помогает приспособиться к новым условиям жизни. В 38 серии узнаёт, что настоящий отец Вадика — Никита. В 41 серии разводится с Андреем. Вскоре уезжает в Швейцарию с Никитой и Вадиком. На протяжении всего сериала имела очень сложные отношения со своим пасынком Лёхой, который отпускал в её адрес различные шутки. Также имеет лучшую подругу со времён рублёвской жизни — Луизу Вахрушеву. С конца 1 сезона больше не появляется.
Алексей Андреевич Никольский (Лёха) (Егор Клинаев (†))
Пасынок Любы (ранее), биологический сын Риты и Андрея. Родился в марте 2001 года, долгое время прожил в США, благодаря чему в совершенстве владеет английским языком. Имел сложные отношения с Любой и Вадиком. Не уживался и с собственной матерью, что вынудило его переехать к отцу. Во 2 серии познакомился с Ксюшей, которая попросила у него телефон и в которую сразу влюбился. Та сначала категорически отказала ему, но продолжила с ним общаться, так как ужасно нуждалась в нём как в друге. Начинал с ней отношения, но не сложилось: Ксюша осталась с «Кабаном», чтобы поддержать его после самоубийства его отца. Встречался с Энн, но понял, что не любит её и бросил. Вскоре из США к Лёхе приехала его мать и забрала его туда в связи с тем, что у неё истекал срок вида на жительство (поскольку Лёха имел гражданство США согласно принципу jus soli, с его помощью мать могла продлить себе вид на жительство). Несмотря на то, что Лёха долго категорически отказывался покидать Россию, после долгих уговоров он всё же уехал в США вместе с матерью. Перед отъездом возобновляет отношения с Ксюшей и признаётся ей в любви. В 79 серии возвращается в Россию, но по дороге домой попадает в аварию и погибает. Персонажа было решено вывести из сериала в связи с гибелью Егора Клинаева.
Ксения Дмитриевна Малышева (Ксюша, Ксюха) (Ольга Баранова) 
16-летняя девушка, встречается со взрослым парнем — Кабаном-младшим, которого на дух не переносит её строгий отец, в одиночестве воспитывающий дочь. Во дворе Ксюха знакомится с Лёхой, своим новым одноклассником и соседом, попросив у него телефон. Собирается уйти от Кабана к Лёхе, но из-за смерти отца Кабана остаётся с ним. После измены Кабана уходит к Лёхе. В одной из серии Рита уговаривает её на сделку: она ей даёт приличную сумму денег в другой валюте, чтобы Ксюша уговорила Лёшу поехать в Америку со своей матерью, и больше Ксюша после этого не связывается с ним. Та, в свою очередь, рассказывает ему всё, но в итоге уговаривает. После чего Лёша признаётся Ксюше в любви, и она лишается с ним девственности у неё на квартире. В конце первого сезона попадает в аварию вместе с Лёхой, Лёха погибает а Ксюше удаётся выжить. Во втором блоке сезона становится инвалидом и не может ходить, в связи с чем редко покидает дом. Позже в неё влюбляется Рома, но она не отвечает ему взаимностью. В 91 серии он устанавливает ей светодиоды на инвалидную коляску и появляется вероятность того, что она в него влюбилась. Но помимо Ромы, Ксюшу по-прежнему любит Кабан, продавший свою машину, чтобы собрать ей деньги на операцию. В 92 серии узнаёт о поцелуе Ромы и Энн. После того, как Рома занял у Аркаши деньги на лечение Ксюши, та улетает в Израиль. На данный момент нуждается в ещё одной операции, потому что та не помогла. В 3 сезоне целуется с Ромой, но сожалеет об этом. Перенесла две операции. Учится ходить и потихоньку старается выйти из депрессии. В 134 серии начинает ходить на костылях и вместе с этим даёт ещё один шанс её романтическим отношениям с Кабаном. Хочет поступать в МГИМО и поэтому подтягивает английский с Ромой. В 156 серии бросает Кирилла, потому что понимает, что у них разные цели в жизни и она влюблена в другого. В 160 серии целуется с Ромой, и они начинают встречаться. В 180 серии вступает в близкие отношения с Ромой в его новой съёмной квартире.
Луиза Владленовна Вахрушева (Ксения Жданова)
Подруга детства Любы. Училась вместе с ней в университете на искусствоведа. Отличается жеманной манерой речи. Глуповата. Эмоциональна, порой ведёт себя наигранно. Весьма религиозна. Живёт со своим богатеньким мужем Аркадием (Аркашей) лишь потому, что отец не разрешает ей разводиться. Во время ссоры с ним переезжает на время к Никольским, знакомится с Виталей и заводит с ним интрижку; поначалу представилась ему проституткой Кариной, однако потом сказала ему правду; позже половым путём заражается от него болезнью. Покупает на деньги Аркаши «качалку» и переделывает её в фитнес-центр «Life & Vitality». В 80 серии передаёт фитнес-центр Дэну и «Кабану» и уходит в монастырь по наставлению батюшки. В 82 серии переспала с Виталей в отеле (недалеко от монастыря). Позже, поняв, что окончательно согрешила и больше нет смысла пытаться изменить свою жизнь, покидает монастырь и начинает возобновлять отношения с Виталей. Но, узнав о его измене и о том, что он тайно сдавал её квартиру Ангелине, покидает его. В 94 серии возвращается в фитнес-центр. На данный момент снова с Аркашей. В 3 сезоне благодаря Алисе вернула свой зал. Снова подозревает, что Аркаша ей изменяет. Собирается подать на развод. После того, как Аркашу посадили в тюрьму, проникается жалостью к нему. Простила его измены и собирается сделать всё, чтобы вытащить его из тюрьмы. В 145 серии понимает, что Аркаша подлизывается к ней, только чтобы выйти из тюрьмы и крупно ссорится с ним. Какое-то время встречается с Дэном, но всё равно скучает по бывшему мужу (разводится с Аркашей сразу после его выхода из тюрьмы). Расстаётся с Дэном из-за несовместимости темпераментов. В 179 серии знакомится с отцом Ксюши.
Анна Морозова (Энн) (Вероника Корниенко)
Подруга Ксюши и Светы. Влюблена в Макса, но у них были сложные отношения. Встречалась с Лёхой, пока тот не ушёл к Ксюше, в результате чего Энн и Ксюша поссорились. Мечтает стать режиссёром. В конце 1 сезона возобновляет отношения с Максом. Позже расстаётся с ним. Имела непродолжительные отношения с Ромой. Вскоре начинает снова встречаться с Максом.
Светлана Ефимова (Света) (Александра Ртищева)
Подруга Энн и Ксюши. Нравился  Лёха; в одной из серий у них даже случился поцелуй. Ботанша. В 3 сезоне у неё появляется возлюбленный Перов, который бросает её в 159 серии. В 180 серии начинает встречаться с Костей.
Сергей Соколов (Юрий Николаенко)
Участковый, всегда с лёгкостью решает проблемы, возникающие на Улице. Справедливый, наказывает действительно виноватых, и помогает тем, кто в этом нуждается. Бабник, но при этом со школьной скамьи влюблён в Катю (признаётся в этом в 147 серии) а её постоянные отказы лишь подбадривают его к дальнейшим действиям. Активно охотится за Стасом Бережным, с которым встречалась Катя, в итоге, арестовал его за похищение Иры. В конце 1 сезона заявляет, что переводится на другой участок. Во 2 сезоне уже работает на другом участке, но продолжает регулярно приезжать на Улицу. В 81 серии Катя признаётся ему в любви, но тот не отвечает взаимностью. В 106 серии влез в квартиру к Стасу, ошибочно заподозрив его в хранении оружия, за что был временно отстранён от обязанностей. Полного увольнения с работы Соколову удалось избежать, благодаря юридической помощи его девушки — Полины. В 3 сезоне был помолвлен с ней, но разорвал помолвку и на данный момент встречается с Катей, с которой впоследствии начинает жить вместе у него. В 140 серии в бессознательном состоянии изменил Кате. В 150 серии расстаются с Катей. В 152 серии становится жертвой нападения и попадает в больницу. В 160 серии делает Кате предложение. Позже узнаёт о том, что Юля забеременела от него. Отказывается толкать её на аборт, что приводит к ссоре с Катей. В финальных сериях мирится с Катей и собирается переезжать с ней в другой город.
Станислав Бережной (Михайленко) (Пётр Романов)
Учитель истории в школе. Харизматичен, обаятелен, располагает к себе. Встречался со своей ученицей Катей, но женился на Марине из-за беременности. После женитьбы продолжил встречаться с Катей; когда та хотела уйти к Соколову, изнасиловал её, из-за чего и развёлся с женой. Был уволен из школы из-за анонимки, в которой рассказывалось о его отношениях со старшеклассницами. В 57 серии похитил Ирку. Позже сел в тюрьму и длительное время не появлялся. Позже возвращается в семью, тем самым освободившись из-за того, что ему дали хорошую характеристику в школе и из-за дочери. В 113 серии снова делает предложение руки и сердца Марине, на что та отвечает согласием. В последующих сериях пытается измениться в лучшую сторону.
Екатерина Свиридова (Катя) (Кристина Александрова)
Симпатичная 25-летняя девушка, отзывчивая, не окончила школу из-за отношений с учителем Стасом, с которым до сих пор встречается (втайне от его жены Марины); при этом не замечает Соколова, который всегда готов прийти на помощь. Имеет лучшую подругу и коллегу по работе Ирку. Работает парикмахером в салоне красоты «Алла». У Кати сложные отношения с матерью, которая оставила её много лет назад и уехала устраивать свою личную жизнь, но позже мирится с ней и со своим, как оказалось, младшим братом. В одной из серий изнасилована Стасом, но после этого продолжает отношения с ним. Зная, что Стас похитил её подругу, поначалу укрывала его, но в итоге, она же помогает Соколову посадить Стаса за похищение Ирки. Позже осознаёт, что влюблена в Соколова. В 81 серии признаётся ему в любви, но тот не отвечает ей взаимностью. В 3 сезоне временно встречается с Артёмом, но потом начинает встречаться с Соколовым и жить у него. В 150 серии уходит от него, узнав о его измене. В финальных сериях прощает его и они собираются переехать в Санкт-Петербург.
Ирина Царёва (Ирка) (Алёна Котова)
Простая девчонка из двора с сомнительной репутацией. Острая на язык, правдолюбка. Известно, что рано начала половую жизнь (мать Иры в одной из серий говорит: «с 16 лет по абортам бегаешь», а дед припоминает, что выпускное платье Ирка в кустах потеряла). Мечтает свалить от матери, поэтому ищет вариант удачно выйти замуж. Обладая приятной внешностью, легко находит себе ухажёров. Но несмотря на всё это, Ирка очень отзывчивая девушка и хорошая подруга. Встречается с Маратом. Его родители не принимали Иру, поскольку хотели, чтобы он женился на своей подруге детства. Была похищена Стасом в 57 серии. Лучшая подруга Кати. Работает мастером по маникюру в салоне красоты «Алла». Поссорившись с матерью, уходит жить к деду. Встречалась с Дэном, который долго ухаживал за ней и не смирился с потерей. Поссорившись с Маратом, сгоряча переспала с Соколовым. В конце 1 сезона соглашается на предложение Марата выйти за него замуж. В 94 серии, узнав о случайной измене Марата, признаётся ему и в своей измене, и тот порывает с ней помолвку. В 3 сезоне встречается с Дэном и начинает жить с ним вместе. В последующих сериях расстаётся с ним. В финальных сериях прощает Марата и даёт ему ещё один шанс. Планируют свадьбу в ближайшее время.
Кирилл Кабанов («Кабан») (Владимир Хацкевич)
Грубый, недалёкий хам, но в то же время отличается отзывчивостью и управленческими навыками. Живёт с отцом-инвалидом, который вскоре совершает самоубийство. Злоупотребляет алкоголем. Ездит на машине, часто тренируется в качалке. Встречается с Ксюхой, но постоянно с ней ссорится. Позже, находясь в состоянии депрессии, изменяет ей с Юлей, и Ксюша его бросает. После этого начинает строить отношения с Олей. Дружит с Дэном и Костей. Работает в фитнес-центре «Life & Vitality», в открытии которого принимал активное участие вместе с Луизой и Дэном. Во 2 сезоне пытается помогать Ксюше после её реабилитации, предпринимает попытки к ней вернуться и узнаёт, что фитнес-центр под угрозой банкротства. В 83 серии расстаётся с Олей в пользу Ксюши. Но в Ксюшу влюбляется их новый сосед Рома, из-за чего Кабан стал часто с ним конфликтовать. В финальных сериях есть намёк о зарождающихся отношениях с Ангелиной.
Денис Русаков (Дэн) (Максим Михалёв)
Простой и добрый парень, живёт чувствами, ищет способ встать на ноги; постоянно помогает Ирке, в которую безответно влюблён. Позже начинает романтические отношения с бывшей женой Стаса — Мариной. Работает в фитнес-центре «Life & Vitality», в открытии которого принимал участие. Во 2 сезоне узнаёт, что фитнес-центр под угрозой банкротства. Позже, узнав о том, что Макс, влюблённый в Марину, пронёс в школу пистолет, помогает девушке и обезвреживает парня. Позже из-за ситуации со Стасом просит его больше не связываться с ней. После возвращения Стаса расстался с Мариной. На данный момент возобновил романтические отношения с Ирой. Живёт с ней вначале у Кати (когда та переехала к Соколову), потом у Ириного деда. К нему подкатывает Лера, но он верен своей девушке. Собирается задуматься о собственном жилье и взять ипотеку. В 151 серии получил отказ в ипотеке. В 153 серии его в состоянии аффекта целует Луиза, и он признаётся Ирке в этом. В 160 серии проходит курсы повышения квалификации и получает выгодное предложение о новой работе, но получил отказ при собеседовании (не без «помощи» Вахрушевой). В 162 серии защищает Луизу от агрессии мужа. В 168 серии крупно ссорится с Иркой на почве ревности. В последующих сериях расстаётся с Ирой и вступает в интимную связь с Луизой. Встречаются какое-то время, но позже расстаются из-за разницы темпераментов и образа жизни. В финальной серии его целует Лера.
Алла Сергеевна Борисова (Ольга Балль)
Хозяйка салона красоты, хороший предприниматель. Несмотря на свою строгость, со всеми поддерживает дружеские отношения. В свои 50 лет она очень хорошо выглядит и постоянно следит за собой. Встречается с альфонсом Васей; позже расходятся. У неё есть сын Георгий и внучка Миланочка, которые живут в Германии. В конце 1 сезона временно уезжает в Германию ради своего сына и его дочки, оставив за главного Ирку. Во 2 сезоне возвращается из Германии. Позже нанимает Васю в салон. Узнав о том, что он женат, выгоняет его с салона. В 3 сезоне узнаёт о том, что у неё есть вероятность рака и начинает проходить лечение при поддержке Соколова. В 130 серии уезжает на лечение в Германию, сделав Иру соучредителем салона. Периодически контролирует своих девочек по скайпу. После операции носит парики. В 160 серии возвращается из Германии. В 168 серии узнаётся правда о её салоне. В 169 серии хочет помирить Иру и Дэна. Есть молодой поклонник из Испании, который приезжает к ней в Россию.
Георгий Борисов (Жора) (Евгений Плиткин)
Сын Аллы, которого она воспитывала одна. Женат. Есть дочь дошкольница Милана. Живёт за границей. Не общался с матерью из-за её связи с их бывшим водителем Васей. Потом прощает мать. В 3 сезоне помогает матери в борьбе с раком.
Василий Зинкевич (Вася) (Денис Фомин)
Неприятный тип, альфонс, встречается с Аллой из-за денег. Терпит её, потому что тяжёлая работа ему не по душе. Очень ленив и хамоват, все терпят его присутствие из-за Аллы, которая при этом полностью обеспечивает молодого любовника: даёт ему машину, прописала в своей квартире. Не может найти общего языка с сыном Аллы. Позже расходятся. Во 2 сезоне показывается уже как более добрый и помогает иногда Алле. Начинает работать в салоне. Затем узнаётся, что он женат. Подозревался в похищении Ирки. В 3 сезоне не появляется.
Боря (Евгений Шевченко)
Стеснительный, добродушный парень. Слегка глуповат. Работает в магазине «Мир подарков» в торговом центре «Стрекоза». Дружит с Виталей. Знакомится в салоне «Алла» с тайкой Шини и влюбляется в неё. Позже хочет спасти её от депортации, женив на себе, но внезапно узнаёт, что та давно замужем. Некоторое время встречается с Женей, но потом встречает новую массажистку Машу, бросает Женю и начинает встречаться с Машей. Из-за вынужденного переезда по причине хорошего предложения по работе, Маша расстаётся с ним. В 3 сезоне улетел навестить Шини, но не нашёл её. с 131 серии встречается с Эвелиной — хозяйкой магазина бижутерии (полной женщиной средних лет), но хочет с ней расстаться и не знает как. В 134 серии расстаётся с ней. С 135 серии встречается с Олей. В 163 серии ревнует свою девушку к хозяину магазина напротив и конфликтует с ним.
Шини (Шиавану Чайсану) (Алёна Ан)
Приехала из Таиланда, жила в США, позже вынужденно приехала в Россию, работает массажисткой в салоне «Алла», живёт там же. Ранее занималась проституцией. Доброжелательна, спокойна, всегда улыбается, не говорит по-русски, с трудом понимает английский. Встречалась с Борей. Была вынуждена уехать из-за замужества. После этого не появляется.
Марина Бережная (Михайленко) (Анна Клинская)
Супруга Стаса, красивая молодая женщина с грустными глазами. Любит мужа, но несчастна в браке. Вышла замуж из-за незапланированной беременности и теперь мучается, так как живёт с мужчиной, который не любит её. Узнав об изменах, ушла с ребёнком от мужа. Была беременна вторым ребёнком, но позже у неё произошёл выкидыш. В конце 1 сезона начинает встречаться с Дэном. Учительница литературы в старшей школе. Какое-то время дружила с Катей (но после возвращения Стаса снова стала общаться с ней чисто по-соседски). На данный момент под свою ответственность берётся за учёбу Макса. Расстаётся с Дэном и судится с Максом. После возвращения Стаса из тюрьмы снова живёт с ним. В 113 серии сделала бывшему мужу предложение взять её девичью фамилию. На данный момент помолвлена со Стасом. В 149 серии видит фото Юли и Соколова в телефоне Стаса, что привело к подозрениям. В 150 серии рассказывает Кате об измене Соколова.
Таня (Светлана Саягова)
Простая женщина, позитивная, стойкая, работящая. Детей нет. Иногда любит совать нос в чужие дела, но уважает семейные ценности. По-доброму относится к Любе и её семье, поддерживает её, даёт ей полезные советы, помогает привыкнуть к новому месту. Сначала работала в сауне, а позже у Андрея в рыбном магазине, убирается в доме Андрея за дополнительную плату, но, злоупотребляя добрососедскими отношениями, не прочь выпить чашечку дорогого кофе в его квартире. Встречается с соседом Владом. В 3 сезоне помолвлена с ним. С 135 серии — жена Влада.
Влад (Валерий Романов)
Отзывчивый и добрый мужчина, способный сопереживать. Отец Кости, которого воспитывал в одиночестве. Работает на заводе, его привлекает стабильность, славится на Улице своими золотыми руками, но иногда любит выпить. Встречается с Татьяной. В одной из серий 1 сезона говорит, что не планирует жениться, потому что уже возраст не тот. Но в 3 сезоне он делает ей предложение. C 135 серии муж Тани.
Лаура (Дарья Макарова)
Эффектная женщина лет 40, в гражданском браке. У неё было много любовников, но в отношениях с мужчинами несчастна. Бывшая звезда школы и одноклассница Андрея, который  в школе был в неё  влюблён. Работает администратором в кафе «BurgerWood» в торговом центре «Стрекоза». На данный момент помолвлена с Сергеичем. Не может иметь детей, и по этой причине мужчины оставляли её (в 133 серии признаётся в этом Ларисе), но ради Сергеича собирается обследоваться ещё раз. В 142 серии приходят её анализы, которые оказались неудачны. В 149 серии загорается идеей усыновить ребёнка из детского дома. Имеет сложные отношения с дочкой Сергеича. В 159 серии едет в детский дом знакомиться с будущим малышом и в последующих сериях становится опекуном ребёнка.
Марат Гольдберг (Руслан Сабиров)
Молодой современный чиновник, олигарх. Привлекательный, при деньгах, пользуется популярностью у девушек. По отцу — еврей, по матери — татарин. Влюблён в Ирку, несмотря на то, что её не принимали его родители, которые хотели, чтоб их сын женился на своей подруге детства. Находится в сложных отношениях с её дедом. С 80 серии помолвлен с ней. В 93 серии изменил ей на мальчишнике. В 94 серии из-за её измены уходит от неё. После этого некоторое время в сериале не появлялся, но вновь появился в 112 серии. В 3 сезоне появляется эпизодически, помогает Алле, мечтает вернуть Иру. В 151 серии спасает Иру от полиции. В 156 серии знакомит её с бабушкой. В 164 серии нанимает частного детектива следить за Ирой. В 166 серии дерётся с Дэном. В 179 серии мирится с Ирой и делает ей предложение. Планируют свадьбу в скором времени.
Костя (Артур Бичакиан)
Сын Влада. Вначале встречался с Олей и хотел на ней жениться, но та в последний момент отказала ему. Работает в «BurgerWood». Позже стал встречаться с Ангелиной. В 84 серии она расстаётся с ним из-за мема, который создал Костя и из-за чего впоследствии была уволена. На данный момент пытается всеми силами похудеть, для этого постоянно ходит в фитнес-центр, где Ангелина согласилась стать его личным тренером. Также пытается возобновить отношения с Ангелиной, и ему это удалось. В 160 серии задумался о том, чтобы сделать отношения с Ангелиной более серьёзными. В 170 серии делает предложение Ангелине. Позже расстаются после того, как не прошли проверку в быту. В финальной серии встречается со Светой.
Виталий Никитин (Виталя) (Никита Лобанов)
Работает с Борей в магазине «Мир подарков». Постоянно пытается найти какую-то подработку, чтобы встать на ноги. Прежде всего думает о своих интересах. Постоянно думает о сексе. Бабник в душе. На протяжении 2 лет встречался с Юлей, но на мальчишнике Кости знакомится с Вахрушевой и заводит с ней интрижку, приняв её за проститутку. Вскоре расстаётся с Юлей. Позже заразил Луизу венерическим заболеванием, которое подхватил после того, как снял настоящую проститутку. Был избит Аркашей, когда тот узнал, кто заразил его жену. Во 2 сезоне спал с Вахрушевой, чтобы она его в будущем обеспечивала, даже несмотря на то, что она в монастыре. В 84 серии переспал с Ангелиной. Постепенно влюбляется в неё, и она живёт по его предложению у него на квартире, а тот переехал. Но, узнав о том, что он использует девушек ради секса, Ангелина от него уходит. На данный момент, пытается снова построить отношения с Юлей. В 3 сезоне делает предложение руки и сердца ей и та отвечает ему согласием, хоть и не сразу. Узнаёт об измене Юли и разрывает с ней отношения. Не любит упоминания о Германии, вспоминая, что у него «прадед воевал». В 133 серии выручает Луизу и попадает в отделение за хулиганство после своего выпада. В 143 серии хочет отомстить Юльке за измену, но в итоге понимает, что любит её. В 150 серии приглашает Леру в кино, но свидание заканчивается не так, как он хотел. В 156 серии знакомится с Илоной. Иногда за вознаграждение помогает Ларисе с ребёнком.
Аня (Марина Антонова)
Сильная женщина, раньше занималась пятиборьем, сейчас работает в магазине Гамлета: днём продавцом и грузчиком, а ночью сторожем. Одна воспитывает троих сыновей (старшего сына зовут Юра, и отец Юры неоднократно изменял ей (известно в 150 серии)) В 3 сезоне появляется в 28 серии на дне рождения Гамлета. В 151 серии знакомится с Ларисой.
Евгения Беркович (Женя) (Дарья Баскакова-Левина)
Крупная, эффектная девушка, привыкшая к мужскому вниманию. Не понимает, почему Боря не отвечает ей взаимностью. Работает в торговом центре «Стрекоза» в магазине «Мир цветов» (рядом с магазином «Мир подарков»). Вкусно готовит. На данный момент всеми силами пытается похудеть, хоть иногда она «ломает» свою диету. Дружит с Олей и Юлей. После того, как узнала об отношениях Бори и Оли ругается с подругой. В 143 серии прощает Олю, но вскоре снова с ней ссорится. В 152 серии выручает подругу на работе. В 154 серии задержана вместе с подругами.
Гамлет Мусаев (Джамболат Сланов)
Азербайджанец, владелец продуктового магазина на Улице. Честный налогоплательщик. Справедливый, отзывчивый, готов помочь, если того требует ситуация, но не забывает о своей выгоде. Старается быть со всеми в хороших отношениях. Готов продать своим соседям товары по заниженной цене или отдать в долг, если они оказываются в сложных ситуациях. В одной из серий выигрывает в лотерее автомобиль. Во 2 сезоне с первого взгляда влюбляется в новую жительницу улицы — Алису.
Лариса Викторовна Измайлова (Екатерина Седик)
Гражданская жена Андрея, бизнесвумен (всего добилась сама, владеет рестораном и несколькими рыбными магазинами), на которую работает Андрей; позже понимает, что влюблена в него. Импульсивная, избалованная, но ранимая. На данный момент ждёт от него ребёнка и живёт с ним в своём доме. В 1 сезоне, отчаявшись найти свою любовь, чуть не вышла замуж за Сергеича, которого не любит. Не верит в брак. Ревнует Андрея к Алисе, которая живёт в его старой квартире. Ждёт девочку, но мечтала о мальчике. Тяжело переносит беременность из-за большого живота и отказа от прежнего образа жизни. В 135 серии происходит откровенный разговор с Андреем. В 140 серии на УЗИ видит мальчика. На данный момент имеет большие проблемы с бизнесом. Продаёт ресторан, но в 149 сожалеет об этом. В 150 серии переезжает к Андрею. В 154 серии переживает тренировочные схватки. В 158 серии рожает сына Антона (Тошу). Из-за резкой смены ритма жизни впадает в постродовую депрессию и лечится в клинике. В 168 серии возвращается из клиники и встречается с матерью, с которой не общалась несколько лет из-за разных взглядов на жизнь. В 169 серии соглашается стать женой Андрея. В 180 серии уезжает с Андреем и Тошей на Рублёвку.
Павел Сергеевич Борисов (Сергеич) (Игорь Бровин)
Эфэсбэшник, друг Ларисы (по совместительству бывший любовник) и Андрея. В данный момент помолвлен с Лаурой. Мечтает о детях. Собирается усыновить ребёнка из детдома. Есть 21-летняя дочь Илона от первого брака (известно, что первая жена бросила его, когда он стал невыездным). В 159 серии едет в детский дом знакомиться с будущим малышом и в последующих сериях становится опекуном ребёнка.
Валерий Сибиркин (Валера) (Кирилл Снегирёв)
Добродушный наркоман, которому есть дело до всего, что происходит на Улице. Постоянно ищет компанию, чтобы накуриться, и достаёт фармацевта Сашу. Влюбляется в аптекаршу Кристину, позже начинает встречаться с ней. Ради неё хочет бросить свою вредную привычку, но не может. Однако в итоге всё-таки бросает её, но Кристина ему уже не верит, после чего расстаётся с ним. Мать Валеры умерла, жил с отчимом, который умер после того, как в него выстрелила Алиса. На данный момент симпатизирует Маше, но воспринимает её как друга. Хочет вернуть Кристину. Завязал с наркотиками. Сочиняет слоганы для рекламы. В 137 серии видит Кристину с другим. В 145 серии пробует начать отношения с Машей. В 154 серии помогает Кате. В 155 серии хочет расстаться с Машей, но передумывает. В 180 серии предлагает ей съехаться.
Ангелина (Евгения Туркова)
Работница «BurgerWood» и коллега Кости и Лауры. Встречалась с Костей. Дислексик. Несмотря на это, была повышена в 1 сезоне. Позитивная, энергичная девушка. Не употребляет алкоголь и не курит. Была уволена в 84 серии из-за мема, который сделал Костя. В этой же серии переспала с Витасей, который позже пробовал за ней ухаживать и жила в его квартире, но ушла от него, узнав, что он использует женщин ради секса. Вскоре устроилась на работу в фитнес-центр, где стала проводить тренировки. Стала личным тренером Кости по фитнесу. Несмотря на то, что Костя подставил её на работе, по-прежнему любит его и заботится о нём. В 3 сезоне снова встречаются. В 145 серии думает, что беременна, но тест оказывается отрицательным. В 170 серии не принимает предложение Кости, так как сначала хочет узнать его в быту. Позже расстаются. В 180 серии между ней и Кабаном проскакивает искра.
Маруся Бережная (Василиса Немцова)
Дочь Стаса и Марины. Дружила с Катиным братом Ильёй. Больше всего любит играть в «принцессу», смотреть мультики и есть мороженое. Возраст 6-8 лет. Мечтала о велосипеде и поэтому участвовала в конкурсе от «Дайнера». Хорошо относится к Кате.
Вадик Никольский (Даниил Добринский)
Сын Любы и Никиты. Пасынок Андрея, который долгое время считался его биологическим сыном, однако в ходе ДНК-теста выяснилось, что его биологический отец — Никита. Занимался боксом. Перестал появляться в сериале после развода Любы и Андрея.
Михаил Смирнов (Миша) (Илья Акинтьев)
Тренер по боксу. Знакомится с Любой в качалке и безответно влюбляется в неё. В одной из серий происходит их поцелуй. Тренировал Вадика. В первом сезоне получает несколько ножевых ранений, потому что какие-то люди приняли его за Андрея. Позже выясняется, что он уезжает в Сочи по предложению друга быть тренером. После этого не появляется в сериале.
Максим Озеров (Макс, MC Lake) (Глеб Калюжный)
Одноклассник Энн, Светы и Ксюши. Увлечён рэпом. Носит короткую стрижку с хвостиком. Симпатизирует Энн. В одной из серий 1 сезона под псевдонимом MC Lake и при помощи друзей создаёт клип на свою песню «Трек нашей тусы». Во 2 сезоне имеет ещё больше проблем с учёбой, после чего Марина предлагает ему помочь, на что он не сразу, но соглашается. Из-за проблем с учёбой, отец хочет отправить Макса в военное училище. На данный момент усердно учится, чтобы не пойти по стопам своего отца-военного. Мечтает попасть в «Gazgolder». В 84 серии признаётся Марине в любви, но не взаимно. На данный момент решается судьба персонажа в связи с тем, что Макс чуть не устроил стрельбу в школе. Вскоре Макс получает приглашение на «Gazgolder», однако там ему советуют доработать материал, на что он отвечает категорическим отказом. В то же время туда позвали его девушку Энн в качестве клипмейкера, однако она тоже отказалась в знак солидарности с Максом. В 3 сезоне он лёг в больницу после того, как Артём его избил. В 129 серии попадает в нелепую историю с подвыпившей одноклассницей. Отвергает Энн после того, как она пришла мириться. В 136 серии сбегает из дома и прячется в гараже у своей бывшей. В 141 серии строгий отец находит его и требует бросить заниматься ерундой и запрещает общаться с Энн, но он видится с ней тайком, позже снова сходятся. В 150 серии становится учеником элитной гимназии и меняет имидж.
Оля (Евдокия Лаврухина)
Работает в магазине ювелирных украшений в торговом центре «Стрекоза». Встречалась с Костей (бросила его за день до свадьбы из-за бывшего парня, который пришёл из армии), позже с «Кабаном», потом снова сошлась с Костей (несколько раз был секс по дружбе). Очень сильно ревнует Кирилла к Ксюше, хотя и понимает, что после аварии она нуждается в помощи. В 1 сезоне даже подстроила недостачу в магазине, где Ксюша в одной из серий работала с ней, чтобы её выгнали. В 83 серии «Кабан» расстаётся с ней. Дружит с Юлей и Женей. В 134 серии теряет работу. На свадьбе Тани и Влада переспала с Борей. В 136 серии стажируется в цветочном. В 138 серии устраивается официанткой. В 152 серии прекращает общаться с Юлей, но потом жалеет и прощает её. Встречается с Борей. В 154 серии задержана вместе с подругами.
Кристина (Пелагея Невзорова)
Аптекарша. Ведёт здоровый образ жизни, бегает по утрам. Познакомившись с Валерой, начинает симпатизировать ему, позже начинает встречаться с ним. Однако потом расстаётся с ним из-за его пристрастия. В 148 серии увольняется из аптеки и готовится к свадьбе (по словам Саши). Больше не появляется.
Александр (Александр Терехов)
Аптекарь. Социофоб. Девушки нет и скорее всего никогда не было. Сидел под ником Black hood в чате, где общался со Светой. На встрече отвергает её, потому что не хочет связываться с малолеткой.
Константин Алексеевич Царёв (Александр Вдовин)
Дедушка Иры по отцовской линии. Острый на язык. Отличается пошловатым юмором. Живёт по соседству с Соколовым. Гонит самогон, пьёт сам и продаёт жителям Улицы. Во 2 сезоне влюбляется в бабушку Кати. Позже она переезжает к нему. В 140 серии пытается помириться с Зоей, после того, как та ушла от него, не выдержав его запоя. В 142 серии пытается повеситься, но Ира спасает его. Хочет в дом престарелых. В 148 попадает в элитный дом престарелых по протекции Марата. В 156 серии появляется, так как его выгнали из дома престарелых за пьянку. Хочет, чтобы Ирка была с Маратом, так как считает что она достойна лучшего и он по-настоящему её любит, и конфликтует с Дэном.
Зоя (Наталья Рожкова)
Бабушка Кати. Миролюбивая и добрая женщина. Воспитывала внучку и жила с ней. Во 2 сезоне переезжает жить к деду Иры. В 140 серии расстаётся с ним из-за его пьянства. В 163 серии получает травму.
Наталья (Татьяна Дорофеева)
Мама Кати и Илюши. Замужем. Живёт в Крыму. В детстве оставила дочку на попечение своей матери и уехала устраивать личную жизнь. С дочерью практически не общалась. Вначале Катя не принимает её, но позже Наталье удалось заслужить доверие дочери. В 163 серии становится известно о её финансовых проблемах. В одной из серии пытается помирить Катю и Соколова (считает, что Соколов должен настоять на Юлином аборте, раз этот ребёнок — просто его ошибка, а не плод любви).
Тамара Павловна Царёва (Татьяна Митиенко)
Мать Иры. Вдова (в 1-й серии Ира говорит Лёхе, что её отец умер 5 лет назад). Постоянно ругается с дочерью из-за её похождений. В 1 сезоне выгоняет Иру из дома.
Глеб Кабанов («Кабан») (Александр Обласов)
Инвалид. Отец Кирилла. Хам и грубиян. Одноклассник Андрея и Лауры. На протяжении всей жизни задирал Андрея. В 20 серии покончил с собой.
Дмитрий Малышев (Виктор Татаринов)
Отец Ксюхи. Бывший военный. Один воспитывает дочь. Не доверяет её ухажёрам, однако с благодарностью принимает от них помощь. В финальных сериях знакомится с Вахрушевой.
Рита (Кристина Кузьмина)
Биологическая мать Лёхи и первая жена Андрея. Живёт в США. Приезжала на Улицу, чтобы забрать Лёху в связи с истечением вида на жительство (Лёха автоматически считался гражданином США по праву рождения). Также появляется и в 80 серии на его поминках. Появляется в 137 серии. Рассталась с американским любовником (в 142 серии упоминается, что он вернулся в семью) и собирается продать свою квартиру в России. Участвует в авантюре с картиной. В 145 серии открывается её истинная «ориентация»: выясняется, что её любовник Бобби — на самом деле женщина. В 145 серии возвращается к Бобби в Америку.
Маша (Анна Махлина)
Новая массажистка салона красоты «Алла». Встречается с Борей. В одной из серий лишается с ним девственности. Позже покинула Улицу.
Алиса Васильева (Валерия Дергилёва)
Новая жительница Улицы. Появляется в 81 серии. Старшая и единственная сестра Ромы (их родители погибли). Гражданская жена олигарха Шановского, жила долгое время с ним и Ромой в Лондоне. Старая знакомая Андрея и хорошая подруга Любы. Приезжает с братом на Улицу, потому что её гражданский муж имеет проблемы с законом. В 83 серии перекрашивается в блондинку, в ней же целует Андрея. Нравится Гамлету. Также была упомянута в 6 серии: Алиса приезжает в Москву, чтобы повидаться с Вахрушевой и Любой, но персонажа показано не было. В 92 серии переспала с Артёмом. В 93 серии подстрелила отчима Валеры. На данный момент встречается с Артёмом и ищет для них новое жильё. Однако вскоре Алису задерживает ФСБ и заявляет ей о том, что Шановский пошёл на сделку со следствием и даёт на неё показания, но вскоре Шановский умирает. После смерти Шановского получает от него огромное наследство и приезжает в Лондон, где должна дать показания по делу, однако вскоре оказывается вынуждена вернуться в Москву. В 3 сезоне уже должна была получить от своего покойного гражданского мужа огромное наследство, но из-за его внезапно появившейся бывшей не получает наследства, потому что бывшая имела доказательства того, что Алиса знала о всех нелегальных делах Шановского и угрожала Алисе этими доказательствами. Позже Алиса официально объявляет Роме о том, что они банкроты. На данный момент пытается всеми силами завоевать Андрея. Работает управляющей рыбного магазина. Чтобы забыть Андрея погружается в работу. Ведёт с Ларисой переговоры о расширении магазина. Свидетельница на свадьбе Тани и Влада. Участвует в очередной авантюре с картиной. В 140 серии сбегает в Европу c картиной, вернув полномочия управления магазином Андрею. В 148 серии присылает деньги, которые брат должен был Аркаше. Больше не появляется.
Рома Васильев (Дэни Яровский)
Как и его сестра Алиса, новый житель Улицы и появляется в 81 серии. Хам, грубиян, мажор, однако со временем становится более добрым и отзывчивым. При неприятном знакомстве с Энн пытается симпатизировать ей. Злоупотреблял англицизмами. В 81 серии оставил без присмотра вещи, и те были украдены, но потом он их находит. После знакомится с Ксюшей и безответно влюбляется в неё. В 93 серии даётся понять, что Рома влюблён и в Ксюшу, и в Энн. Пострадал во время пожара в квартире. На данный момент работает в «Дайнере», чтобы заработать на операцию Ксюше. Из-за Ксюши часто конфликтует с Кабаном. После приезда  к Ксюши в Израиль ссорится с ней и потом пытается игнорировать её. В 135 серии целуется с Энн. C 136 серии — парень Энн. В 141 серии ссорится с ней из-за Макса. Подтягивает Ксюшу по английскому, хочет добиться её снова. Но, несмотря на это, отличается лёгкой и непринуждённой манерой общения с другими девушками. В 152 серии становится жертвой угроз от сообщника Аркаши. В 160 серии целуется с Ксюшей и начинает с ней отношения. Становится другом Андрея Никольского. Задумывается о сдаче ЕГЭ и поступлении в вуз, помогает Ларисе и Андрею с Тошей. В 168 серии знакомит Ксюшу со своими друзьями. В 180 живёт в бывшей съёмной квартире Юли и Витали.
Артём Дружинин (Михаил Кремер)
Обаятельный молодой человек, сокурсник Соколова. Раньше они были хорошими друзьями, но в Академии Соколов увёл у Артёма девушку, на что последний затаил обиду (в 3 сезоне снова лучшие друзья). Для Артёма главное — закон и право, он самый настоящий честный полицейский, который прилежно работает и стремится к повышению (но Соколов всегда на полшага впереди). Выражает явную симпатию Кате, в 84 серии приглашает её в кино. Но поняв, что Катя любит Соколова, переключился на Алису, с которой начал встречаться. Ревнует её к Андрею. в 3 сезоне симпатизирует Кате, но увидев, что она по-прежнему любит Соколова, отступает. В 119 серии у него происходит нервный срыв. Отстранён от должности. Появляется в 153 серии в больнице. Теперь работает на себя и становится частным детективом. В 159 серии спасает Соколова от ошибки.
Маша (Алина Хруник)
Новая массажистка в салоне «Алла», сменила прежнюю массажистку, которую тоже звали Машей. Появляется во втором блоке 1-го сезона. Бывшая девушка Соколова, который не помнит даже её имя. Хочет его вернуть, однако Ира убеждает её, что он любит Катю. Не отличается интеллектом, но любит поумничать, склонна говорить невпопад, что приводит к насмешкам над ней, особенно со стороны язвительной Иры. Влюблена в Валеру. В 145 серии пробуют начать отношения. В 148 серии хочет перейти с Валерой на новый уровень. В 180 серии съезжается с Валерой.
Юля Литвинова (Екатерина Хомчук)
Яркая, симпатичная, но очень меркантильная девушка. Стервочка и интриганка. Не хочет работать, мечтает о красивой жизни. Любит сексуально одеваться, следит за фигурой, обожает кошек (есть кот). В первом блоке 1-го сезоне встречается с Виталей, но расстаётся с ним из-за его измены c Вахрушевой. Во втором сезоне уезжает во Владимир, позже возвращается и работает администратором в салоне «Алла», но потом уволилась. Имела связь с Соколовым. В конце второго сезона прощает Виталю и живёт с ним. Несмотря на то, что помолвлена с ним и готовится к свадьбе, активно флиртует с другими мужчинами. Изменяет Витале с Аркашей. В 131 серии Аркаша бросает её и начинает ей угрожать. В 136 серии инсценирует нападение на себя и сбегает из города. С 137 серии пытается отбить Соколова у Кати. Вначале из спортивного интереса, потом влюбляется в него, но тот игнорирует её и грубо отшивает. В 140 серии подсыпает ему эротическую таблетку в чай, что приводит к пикантным последствиям. Собирается шантажировать Соколова. В 143 серии устраивается на работу в магазин бижутерии и сумок. В 148 серии придумывает хитрый план, чтобы поссорить Катю и Соколова. В 151 серии дерётся с Ирой. В 154 серии задержана вместе с подругами за подозрение в хранении наркотиков. Приходит в больницу к Соколову, но тот её прогоняет. Возможно, в душе чувствует себя виноватой. В одной из серии становится известно о её увольнении из магазина бижутерии и сумок. Подруги — Оля и Женя. Выясняется, что она беременна от Соколова. Уезжает к родителям во Владимир, собирается оставить ребёнка.
Аркадий Вахрушев (Аркаша) (Вадим Ракитин)
Муж Луизы Вахрушевой. Не особо любит жену и считает её пустоголовой куклой. Олигарх. Типичный бандит из 1990-х. Отличается крутыми мерами и жаргоном. Постоянно изменяет своей жене и был неоднократно пойман, но умеет откупиться дорогими подарками. В 133 серии расстаётся с Юлей и угрожает ей. В 136 серии попадает в тюрьму за финансовые махинации. «Подлизывается» к жене, чтобы та его вытащила. В 145 серии оскорбляет Луизу, тем самым показав истинное отношение к ней. В 152 серии подсылает своего сообщника Веню «потрясти» Рому, чтобы выпытать, где Алиса. Выходит из тюрьмы в последующих сериях. Разводится с Луизой и начинает встречаться с Настей (бывшей женой Антона).
Лера (Дарья Новосельцева)
Новая преподавательница по стрип-дэнсу в клубе «Life and Vitality». Не понравилась Вахрушевой, так как напомнила одну из Аркашиных пассий. Не понравилась также и Ирке. Долгое время была без работы и брала заказы в стрип-клубе. Пытается заигрывать с Дэном, почувствовав, что Ира ревнует. Периодически балуется «колёсами», но умеет себя контролировать. В 179 серии целует Дэна.
Лиза (Полина Канева)
Одноклассница Ксюхи, Энн, Светки и Макса. Девушка с тёмными волосами и загорелой кожей. Во втором блоке 1-го сезона обвиняет Стаса в домогательствах, что привело к его увольнению. В 129 серии пытается соблазнить Макса и ссорит их с Энн.
Людмила Александровна Рычкова (Рыча) (Татьяна Ивановская)
Школьный завуч. Злая и вредная. Считает современное поколение потерянным. В первом сезоне неоднократно преследует Вадика. Во 2 сезоне преследует Ксюшу. С презрением относится к ученикам, но тем не менее закрыла глаза на историю со Стасом и старшеклассницами (анонимка, которую подбросила Ира) и согласилась принять Рому в школу для занятий с репетитором. В 160 серии грозит Энн окончанием школы со справкой.
Полина (Юлия Джулай)
Бывшая девушка Соколова. Работает в полиции. Рыжеволосая ухоженная девушка с длинными ногами. Была девушкой Соколова в первом блоке 1-го сезона, сошлись в конце второго блока 1-го сезона. Расстались из-за Кати. В 130 серии мстит Соколову, используя служебное положение.
Баба Галя (Наталья Попова)
Пожилая женщина, подозрительная и ворчливая. Помнит Андрея Никольского ещё школьником.
Алексеев
Младший лейтенант, коллега Соколова. В одной из серий проверяет Юлину сигнализацию. Временно исполняет обязанности участкового. Расследует дело о нападении на Соколова.
Илона
Взрослая дочь Сергеича от первого брака. 21 год. Блондинка. Избалованная тусовщица. Острая на язык. К отцу относится потребительски. Невзлюбила Лауру.

## Эпизоды
| Сезоны | Сезоны | Серии | Премьера сезона  | Финал сезона    |
| ------ | ------ | ----- | ---------------- | --------------- |
|        | 1      | 80    | 2 октября 2017   | 20 февраля 2018 |
|        | 2      | 34    | 9 апреля 2018    | 8 июня 2018     |
|        | 3      | 66    | 17 сентября 2018 | 28 декабря 2018 |

### Сезон 1
| № серии | Премьера   | Описание серии |
| 1       | 02.10.2017 | Главный герой Андрей разоряется и вместе с женой Любой и детьми Лёхой и Вадиком переезжают жить в старую квартиру родителей на той самой Улице. |
| 2       | 02.10.2017 | Семья Андрея обустраивается в квартире. Отправившись вечером выпить с новым соседом, Андрей встречает свою первую школьную любовь. Дэн предлагает Ирке выйти за него замуж. Лёха знакомится с Ксюшей. |
| 3       | 03.10.2017 | Катя тайно встречается со Стасом, учителем, в которого влюблена ещё со школы. У него жена, дети, но он не прочь порезвиться с молоденькими девушками. А за самой Катей бегает сотрудник полиции Соколов. Андрей ищет работу. Люба приобретает новую подругу Татьяну. Лёха с Ксюшей прогуливают школу. Костян просит прощения у Оли. |
| 4       | 04.10.2017 | Катя, узнав о беременности жены Стаса, избегает его. Боря вздыхает по тайке из массажного салона Шини. Соколов приглашает Катю в кино. Люба узнаёт, что Вадика достают в школе хулиганы. Она ссорится с завучем и решает записать сына на бокс. |
| 5       | 05.10.2017 | Андрей идёт на собеседование и наталкивается на мошенников. К Любе приезжает её старая подруга Вахрушева и сообщает, что ушла от мужа. Катя уходит из дома, когда возвращается её мать. |
| 6       | 09.10.2017 | Андрей идёт на очередное собеседование. Работодатель заставляет его проходить соционические тесты. Люба впервые в жизни узнаёт о дежурстве по площадке. Лёха опаздывает из-за Ксюши в школу. Рыча наказывает Лёху за опоздание. Алла узнаёт от Соколова, что Вася обворовывает её. |
| 7       | 10.10.2017 | Андрей выходит на работу и сталкивается с самодурством начальника и глупостью коллег. Люба скучает по прежней жизни, решает выглядеть красиво в любых обстоятельствах. Лёха собирается погулять с Ксюшей, но вместо этого ему приходится провести вечер со Светкой. Катя злится на мать, вымещает свою обиду на брате. Илюша заступается за Катю. |
| 8       | 11.10.2017 | Андрея среди ночи вызывает начальник. Однако «срочная» работа оборачивается попойкой с боссом. Соколов пытается снять стресс в тренажёрном зале, предлагает Костяну и Дену напиться. Костяна беспокоит безразличие Оли к их свадьбе. Стасику одиноко, он просит Катю побыть с ним, пока Марина в больнице. |
| 9       | 12.10.2017 | Андрей снова ищет работу, но не рассказывает об этом Любе. Миша планирует пригласить Любу в кино. Ирка не может попасть в квартиру деда, волнуется о его здоровье, просит помощи у Дена. Катя нянчится с Илюшей и Марусей. Маруся находит и узнаёт пепельницу отца. Боря с Виталей ищут подарок к приезду девушки Витали. Оля с Костей ссорятся из-за выбора спиртного на свадьбу. |
| 10      | 16.10.2017 | Андрей продолжает врать, что у него есть работа. Ксюша уходит на свидание к Кабану. Лёха остаётся наедине со Светкой. Лаура оказывает знаки внимания Андрею. Ирка надеется на восстановление своих отношений с Маратом. Боря пытается пригласить Шини на свидание, но ему мешает языковой барьер. |
| 11      | 17.10.2017 | Андрей попадает на мальчишник Костяна в тренажёрном зале и помогает Владу выбрать подарок на свадьбу сына. Виталя предлагает вызвать проституток на мальчишник. Оля устраивает девичник в салоне красоты. Люба переживает, что она стала хуже выглядеть, пытается привести себя в порядок. Вахрушева жалуется на отсутствие интимной жизни. |
| 12      | 18.10.2017 | Андрей с Лаурой вспоминают детство. Андрей признаётся, что был влюблён в Лауру. Люба жалуется на вынужденную экономию, Татьяна предлагает купить в складчину барана. У Ксюши с Кабаном годовщина. Она использует Лёху, чтобы пойти на свидание с Кабаном. Боря не отвечает на знаки внимания со стороны Жени, она решает выяснить, чем тайка лучше неё, идёт к Шини на массаж. |
| 13      | 19.10.2017 | Андрей по совету Татьяны устраивается курьером в цветочный магазин. Ксюша сидит под домашним арестом. Лёха пытается увидеться с ней. Лаура предлагает Андрею отметить его первый рабочий день у неё дома. Влад ухаживает за Татьяной. Оля хочет вернуть Косте деньги за свадебное платье. |
| 14      | 23.10.2017 | Андрей доставляет цветы заказчику, которым оказывается его бывший партнёр по бизнесу Антон. Лёша пытается узнать у Светки как дела у Ксюши. Ксюша расспрашивает Светку о Лёхе. Гамлет пытается выяснить кто и почему хочет закрыть его магазин. |
| 15      | 23.10.2017 | Андрей всячески выслуживается перед Антоном, он рассчитывает вернуться в бизнес и восстановить своё прежнее положение через него. Светка обманывает Лёху и Ксюшу. Она пытается завязать отношения с Лёхой. Во время встречи Витали и Вахрушевой в квартиру приходит Женя. Ден занимается рекламой тренажёрного зала. |
| 16      | 24.10.2017 | У Вадика соревнование по боксу. Люба сильно волнуется за него, всячески пытается обезопасить сына. Ирка навещает деда в больнице, флиртует с кардиологом. Ден хочет снова начать отношения с Иркой. Шини с Борей идут на свидание. |
| 17      | 25.10.2017 | Андрей с семьёй собирается отпраздновать день рождения Вадика в дорогом аквапарке, но ему приходиться изменить свои планы из-за работы. Светка пытается выглядеть сексуально, чтобы привлечь внимание Лёхи. Катя помогает девушке Соколова отыскать его. |
| 18      | 26.10.2017 | Игнат просит Андрея уговорить босса вложить крупную сумму в выгодную сделку. Вахрушева переживает из-за отношений с Виталей, Люба пытается образумить подругу. Виталя готовится к приезду Юли. Катя ищет пропавшего по её вине Илюшу. |
| 19      | 30.10.2017 | Андрей заключает сделку с Игнатом. Люба застревает в ванной. Миша помогает ей выбраться. Ксюша хочет расстаться с Кабаном, чтобы встречаться с Лёхой. Алла устраивает день рождения своей внучки втайне от сына, который уже давно с ней не общается. Катя обращает внимание на Соколова. Виталя пытается извиниться перед Юлькой. |
| 20      | 31.10.2017 | Гамлет не знает, где найти деньги на взятку чиновнику, и решает взорвать администрацию. Андрей тратит все деньги на сделку с Игнатом, но не говорит об этом Любе. Ксюша отказывается встречаться с Лёхой. Влад признаётся Татьяне в чувствах. Кабан знакомит Ксюшу со своим отцом. |
| 21      | 01.11.2017 | Все жители двора заняты похоронами. Люба надеется на скорое возвращение к прежней жизни. Лёха предлагает Ксюше встречаться за спиной Кабана. Вахрушева видит свой браслет на Юлиной фотографии и хочет выяснить отношения с Виталей. Ирка оказывает знаки внимания Дену. Лаура не решается поехать на похороны из-за «косых» взглядов со стороны соседей. Обнаруживается, что Ангелина не умеет читать. |
| 22      | 02.11.2017 | Андрей пытается найти Игната. Катя избегает Стасика, тот вымещает свою обиду на Марине, обвиняя её в измене. У Соколова появляется новая девушка. Энн ссорится с Максом. Боря хочет извиниться перед Шини, готовит для неё подарок. Влад переживает из-за путешествия — он боится летать. |
| 23      | 07.11.2017 | Люба думает о скором переезде и подыскивает новое жильё для семьи. Лёха пытается извиниться перед Ксюшей. Виталя хочет бросить Юлю и планирует встречаться с Вахрушевой. Таня с Владом готовятся к поездке на Кипр. Боря хочет купить абонемент на массаж, придумывает как на него можно заработать. Костя помогает Ангелине разобраться в новом меню, а Олю бросает парень. |
| 24      | 08.11.2017 | Андрей знакомится с инвестором, который, как и Андрей, вложил деньги в покупку завода. Миша приглашает Любу в кино. Аркаша выгоняет Вахрушеву из дома. Алла договорилась с Васей обсудить их проблемы. Катя переживает из-за состояния мамы. Соколов поддерживает Катю, а Стас пытается наладить с ней отношения. |
| 25      | 09.11.2017 | Андрей узнаёт, что строительство ЦКАДа пройдёт в обход завода. Люба обеспокоена долгом за коммунальные услуги. Вахрушева пытается свыкнуться с новыми условиями жизни и в этом ей отлично помогает Валера. |
| 26      | 13.11.2017 | Андрей знакомиться с бизнесвумен Ларисой. Любу донимает звонками Никита. Люба не хочет, чтобы Никита узнал о её "новой" жизни. Вахрушева садится на винную диету. У Ксюши к Лёхе появляется просьба. |
| 27      | 14.11.2017 | У Андрея появляется новая работа, но Любе он об этом не говорит. Люба заставляет Вахрушеву готовить ужин. Вахрушева приглашает Мишу на домашний ужин. Катя узнаёт правду о Стасе. |
| 28      | 15.11.2017 | Лёха по-мужски разговаривает с Кабаном. Женя припоминает обещание Бори сводить её в кино. Соколов знакомится с бабушкой Кати. Стас не оставляет попыток. |
| 29      | 16.11.2017 | Лариса предлагает Андрею задержаться на работе. Влад и Андрей устанавливают аквариум в рыбном магазине. Миша помогает Любе повесить турник для Вадика. Тамара Павловна выгоняет Ирку из дома. Энн расстаётся с Максом. Лёха вступается за Кабана. |
| 30      | 20.11.2017 | Андрей пытается остаться верен супруге. Вахрушева ищет деньги на спортивный костюм и абонемент в тренажёрный зал. Катину маму выписывают из больницы. Боря решил устроить для Шини необычное свидание. |
| 31      | 21.11.2017 | Лариса настойчиво пытается помочь Андрею. Любу с Андреем вызывают в школу из-за драки Вадика. Ксюша празднует день рождения. Кабан и Лёха думают, что подарить Ксюхе. У Кости и Ангелины проблемы на работе. |
| 32      | 22.11.2017 | Андрей хочет сводить Любу в ресторан. Люба готовится к романтическому вечеру, но в доме отключают воду. Лёха отказывается помочь Ксюше с уроками. Вахрушева появляется в зале и затевает спор с Виталей. |
| 33      | 23.11.2017 | Андрей получает приглашение на новую должность. Люба забирает пьяную Вахрушеву из тренажёрного зала. Марат пытается наладить отношения с Иркой. Катя собирает вещи. |
| 34      | 27.11.2017 | Андрей признаётся Любе в банкротстве из-за сделки с Игнатом и рассказывает об угрозах со стороны Романа. Аркаша пытается вернуть Вахрушеву. Катя выясняет, что случилось с Соколовым. Костя помогает Ангелине получить звание "Лучшего работника месяца". |
| 35      | 28.11.2017 | Андрею напоминают о долге. Люба переживает из-за безопасности семьи. Макс конфликтует с Лёхой. Вахрушева собирается в Швейцарию. Марат хочет пригласить Ирку на свидание. |
| 36      | 29.11.2017 | Андрею обещают помочь с его проблемами, но с определёнными условиями. Люба ищет пропавшего Вадика. Стас впутывается в историю со школьницей. Юра обвиняет Макса в плагиате. |
| 37      | 30.11.2017 | Андрей пробует наладить отношения с Любой. Татьяна и Влад участвуют в "мирных переговорах" Любы и Андрея. На Лёху обижается его девушка из-за безразличия. Кабан выручает отца Ксюши. Женя решает сменить имидж ради Бори. Шини учит русский язык. |
| 38      | 04.12.2017 | Андрей и Люба празднуют годовщину свадьбы. Лёха присматривает за Вадиком. Марат пытается шокировать Ирку необычным свиданием. Вася угрожает Алле. Ангелина приглашает на дачу всех друзей Кости. |
| 39      | 05.12.2017 | Андрей с Любой ссорятся, Никита ставит ультиматум Любе. К Ирке приходит бывшая девушка Марата. Валере нравится новая аптекарша, он хочет сделать ей подарок. Юля читает переписку Витали и Вахрушевой. Стас пытается вычислить автора анонимного письма. |
| 40      | 06.12.2017 | У Андрея и Любы конфликт в отношениях. В салон Аллы приходят сотрудники, Соколов пытается ей помочь. Ирка обижена на Марата из-за фотографий. Ксюша переживает из-за своих отношений. |
| 41      | 07.12.2017 | Андрей выигрывает суд по возвращению своих денег. Шини уезжает домой, в Таиланд. Боря расстроен. Лёха и Энн проводят день вместе. Кабан пытается помириться с Ксюшей, но она не хочет. |
| 42      | 11.12.2017 | Лёха пытается помочь отцу. Андрей договаривается о свидании. Ирка собирается в отпуск. Алла ищет нового массажиста. Соколов расследует кражу в салоне красоты. |
| 43      | 12.12.2017 | Друзья хотят помочь Боре забыть Шини. Ангелина и Костя готовят ему сюрприз. Макс записал новый трек. К Стасу подкатывает ученица. Виталия узнаёт, что Кабан спал с Юлей. |
| 44      | 13.12.2017 | Андрей пытается переключиться. Лариса предлагает Андрею другой выход. Школьница обвиняет Стаса в домогательстве. Ирка беспокоится о здоровье деда, он перестал отвечать на телефон. У Марата есть к Ирке предложение. |
| 45      | 14.12.2017 | Андрей соглашается на предложение. Лёха знакомит свою девушку с мамой. Ирка хочет сменить работу. Виталя учит Валеру флиртовать с девушками. У Андрея появляется интрижка. Соколов помогает Кате. |
| 46      | 18.12.2017 | Андрей нервничает из-за постоянного контроля со стороны Ларисы. Дед Ирки с Маратом решают выяснить отношения. Боре не хватает романтики в отношениях, Валера же хочет начать новые. |
| 47      | 19.12.2017 | В торговом центре проходит розыгрыш автомобиля, и все жители "Улицы" мечтают его заполучить. В Россию приезжает мать Лёхи. Кабан в поисках любви. |
| 48      | 20.12.2017 | У Риты есть предложение для Лёхи. Лёха не уверен в своих отношениях. Соколов помогает Татьяне и Владу разобраться с шантажистом. |
| 49      | 21.12.2017 | Андрей узнаёт настоящие намерения Риты. Соколов предостерегает Аллу по поводу Даниила. Полина находит в квартире Соколова вещи Кати. Боря пытается спрятаться от чрезмерной опеки. |
| 50      | 25.12.2017 | Андрей приглашает женщину на свидание. Вахрушева снимает квартиру в этом же районе, где расположена улица. Катя переживает за здоровье своего мужчины. |
| 51      | 26.12.2017 | Андрей хочет раскрыть свой роман. Лёха пытается откровенно поговорить о своей девушкой. Татьяна рассказывает Любе об отношениях Андрея. Вахрушева пытается оживить свои отношения. Валера идёт на пробежку с Кристиной. |
| 52      | 27.12.2017 | Андрей с Любой получают документы о разводе. У Риты есть для Ксюши предложение. Светка с Ксюшей пытаются помирить Энн с её парнем. Марат ужинает со своими родителями. Боря идёт на массаж в салон и знакомится с Машей. |
| 53      | 28.12.2017 | У Андрея откровенный разговор. Ксюша серьёзно говорит с Лёхой. Ден и Кабан боятся потерять работу, к ним присоединяются их друзья. Кабан приглашает Ольгу на мужскую вечеринку. Боря хочет перемен. |
| 54      | 28.12.2017 | Люба идёт в женскую клинику. Вахрушева пытается разобраться в документах мужа. Ирка узнаёт о планах деда вписать Тамару Павловну в завещание на квартиру. Катя проявляет заботу. |
| 55      | 09.01.2018 | Андрей пытается узнать, что у Любы со здоровьем. Вахрушева хочет начать бизнес в этом районе. Марат встречается со своими родителями. Аллу ищет молодой человек. |
| 56      | 09.01.2018 | Макс записывает трек про Энн. Ксюша пытается помирить друзей. Ирка и Соколов выпивают вместе. Валера дарит Кристине "звёздное небо". |
| 57      | 10.01.2018 | Из магазина Андрея пропадает вся рыба. Татьяна получает предложение новой работы. Стас идёт на собеседование. Ирка и Катя ссорятся. Юлька проставляется в честь первой зарплаты. Боря думает о своих отношениях. |
| 58      | 11.01.2018 | Соколов продолжает искать Ирку и всех опрашивает. Боря с Машей смотрят один сериал и договорились встретится. Люба пытается уговорить Настю не разводиться. |
| 59      | 15.01.2018 | Андрей и Люба пытаются примирить Настю и Антона. Соколов ведёт расследование, но подозреваемых слишком много. |
| 60      | 16.01.2018 | Андрей ждёт решения адвоката: возьмётся ли он за его дело. Никита угрожает Любе. Рита узнаёт про обман. Найден главный подозреваемый в деле о пропаже человека. |
| 61      | 17.01.2018 | Ксюша находит в соцсети фотографии другой девочки. Вахрушева обнаруживает доказательство измены. Дело о похищении хотят закрыть за неимением улик. Кате поступает предложение. Боря зовёт девушку на свидание. |
| 62      | 18.01.2018 | Любу посещает бизнес-идея. Соколов продолжает самостоятельное расследование. Виталя понимает, что заразился. |
| 63      | 22.01.2018 | Ксюша обнаруживает свои наушники у Юры. Макс общается со Светкой. Соколов ведёт обыск. Аптекарь Саша идёт на свидание. |
| 64      | 23.01.2018 | Макс на глазах у Энн приглашает другую на вечеринку. Вахрушева беспокоится, что Аркаша узнал правду. Виталя строит планы на будущее. Соколов хочет разоблачить преступника, ему нужна помощь. Гамлет обнаруживает в магазине пропажу алкоголя. |
| 65      | 24.01.2018 | Аркаша ищет любовника Вахрушевой. У Кати предложение для Соколова. Марина переезжает обратно в квартиру. |
| 66      | 25.01.2018 | Андрею приходит предложение о выгодной сделке. Люба помогает Вахрушевой. Макс хочет снять клип на свою песню, просит помощи у Ксюши и Энн. Валера во время пробежки расшибает колено. Оля беспокоится о своей фигуре. |
| 67      | 29.01.2018 | Люба пробует себя в новом качестве. Ангелина получает повышение. Ирка собирается изменить свою жизнь. У Соколова свидание. |
| 68      | 30.01.2018 | Андрей и Люба ищут компромат на Никиту. У Макса проблемы с законом. Ирка, Катя и Юля пытаются наладить личную жизнь Аллы. У Кабана и Оли важная дата. |
| 69      | 31.01.2018 | Люба пытается разобраться в себе. Виталя помогает выбрать подарок для Вахрушевой. Ирка зовёт Катю и Юлю в новый клуб. Маша и Боря выходят на новый этап отношений. |
| 70      | 01.02.2018 | Андрея ставят перед сложным выбором. Макс вместе с Энн и Ксюшей снимают клип. Валера помогает Соколову поймать преступника. |
| 71      | 05.02.2018 | День Кати начинается с нотаций от мамы по поводу её личной жизни. Масла в огонь подливает соседка, с мужем которой у Кати долгое время был роман. Ну а Андрей не оставляет надежд на то, что бизнес пойдёт в гору, а семья вернётся… Есть ли у Андрея шансы? |
| 72      | 06.02.2018 | Таня разыскивает Влада, ради этого она даже закрыла магазин посреди дня. А Влад всего лишь ушёл в запой. Андрей опять переживает чёрную полосу. Валера вместе со своей девушкой ищет новые способы сжечь калории. Найдут ли они место для уединения? |
| 73      | 07.02.2018 | Несовершеннолетнюю подружку Лёхи, профукавшую приличную сумму за рекордно короткий срок, Андрей берёт на работу в свой магазин. Валера опять накурился и расстроил Кристину. Устроит ли Катя личную жизнь Дениса? Ксюше нужны деньги на билет в США, она просит помощи у Андрея. Андрей узнаёт, что Ксюша с Лёхой обманули Риту. Девушки начинают ходить на занятия по стрип-денсу. Маша хочет, чтобы Боря сменил работу. Кристина знакомится с отчимом Валеры.                                                                       |
| 74      | 08.02.2018 | Сергеич просит Андрея помочь устроить сюрприз для Ларисы. Ден приглашает девушку на свидание. Юля хочет начать новые отношения. Неизвестный угрожает Лауре. |
| 75      | 12.02.2018 | Оля решает проучить Ксюшу, соврав про недостачу, что приводит к ссоре с Кабаном. Юля регистрирует Катю в приложении для знакомств, однако планы Кати построить серьёзные отношения вновь не сбылись. Катя признаётся Ирке, что знала и скрывала то, что Стас её похитил. Боря и Виталя, пытаясь заработать денег первому на интимный вечер с Машей, «помогают» клиентам ограбить собственный магазин. |
| 76      | 13.02.2018 | Андрей хочет устроить Любе сюрприз и приехать к ней в Женеву, однако она хочет ему сказать, что помолвлена с Никитой. Свадьба Ларисы и Сергеича под угрозой срыва: Сергеич начинает влюбляться в Лауру, пока Лариса по-прежнему уверена, что совершила ошибку. Наступает финальное слушание над Стасом: Марина с подачи Дэна оставить Марусю с ним, чтобы он попробовал себя в роли отца. Кате становится плохо после суда, и Соколов отвозит её домой, что приводит к расставанию с Юлей.                                            |
| 77      | 14.02.2018 | Андрей и Лариса собираются на важные переговоры, однако их планы срываются из-за сломанного крана. Кабан снова начинает общаться с Ксюхой и пользуется случаем на вечеринке Макса. Вахрушева расстроена: Аркаша снова ей изменил. Валера пытается поговорить с Кристиной и решает заодно «помочь» Луизе выйти из депрессии. Николай возвращается к Наталье с предложением поехать с ним и Илюшей в Крым; Катя не доверяет «новому» отчиму и хочет его проверить. Виталя начинает сближаться с Машей после несчастного случая с Борей. |
| 78      | 15.02.2018 | Вахрушева подаёт на развод с Аркашей и получает совет от знакомого священника. Ангелина приглашает друзей на безалкогольную вечеринку в честь её дня рождения, гости решают втайне обойти условия торжества. Виталя признаётся Боре, что ему нравится Маша. Дэн решает сделать выбор между друзьями и Мариной. У Валеры сильно заболел зуб от морковных палочек, он пытается занять денег на лекарство, однако все отказывают, решив, что ему снова «нечего покурить».                                                                |
| 79      | 19.02.2018 | Лёха возвращается из США, однако Андрей не может его встретить: сначала его новый партнёр предлагает ему продать акции, чтобы реализовать его проект, затем Лариса попадает в больницу. Алла готовится к поездке в Германию к родным и оставляет Ирку руководить салоном. Соколов объявляет Кате, что переводится на другой участок. Костя, Боря и Кабан думают, как извиниться перед своими девушками за вчерашнее. Гамлет навещает Валеру в больнице и решает помочь ему помириться с Кристиной.                                    |
| 80      | 20.02.2018 | Друзья и родные оплакивают Лёшу. Андрей пребывает в глубокой депрессии и винит себя в гибели сына. Кабан думает, как ему найти деньги на лечение Ксюши, которая после аварии нуждается в реабилитации. Дэн хочет прояснить свои отношения с Мариной. Поссорившись с Маратом из-за интервью, Ирка по просьбе Кати приходит поговорить к Соколову насчёт его перевода. Таня узнаёт, что Лариса беременна, однако намерена сделать аборт втайне от Андрея, и рассказывает ему правду.                                                    |

### Сезон 2
| № серии  | Премьера   | Описание серии |
| 1 (81)   | 09.04.2018 | История жителей одной из улиц спального района большого города. Школьники и студенты, домохозяйки и продавцы, олигархи и простые рабочие — здесь встретятся более 30 персонажей разного возраста и социального статуса, у каждого из них своя история. В большой Вселенной «Улицы» нет главных и второстепенных героев, здесь есть бурная жизнь с её радостями, горестями, казусами и косяками, страхами, любовными переживаниями и трагедиями. Это история про всех нас и наших соседей. |
| 2 (82)   | 09.04.2018 | |
| 3 (83)   | 10.04.2018 | |
| 4 (84)   | 11.04.2018 | |
| 5 (85)   | 12.04.2018 | |
| 6 (86)   | 16.04.2018 | |
| 7 (87)   | 17.04.2018 | |
| 8 (88)   | 18.04.2018 | |
| 9 (89)   | 19.04.2018 | |
| 10 (90)  | 23.04.2018 | |
| 11 (91)  | 24.04.2018 | |
| 12 (92)  | 25.04.2018 | |
| 13 (93)  | 26.04.2018 | |
| 14 (94)  | 03.05.2018 | |
| 15 (95)  | 07.05.2018 | |
| 16 (96)  | 08.05.2018 | |
| 17 (97)  | 10.05.2018 | |
| 18 (98)  | 14.05.2018 | |
| 19 (99)  | 15.05.2018 | |
| 20 (100) | 16.05.2018 | |
| 21 (101) | 17.05.2018 | |
| 22 (102) | 21.05.2018 | |
| 23 (103) | 22.05.2018 | |
| 24 (104) | 23.05.2018 | |
| 25 (105) | 24.05.2018 | |
| 26 (106) | 28.05.2018 | |
| 27 (107) | 29.05.2018 | |
| 28 (108) | 30.05.2018 | |
| 29 (109) | 31.05.2018 | |
| 30 (110) | 04.06.2018 | |
| 31 (111) | 05.06.2018 | |
| 32 (112) | 06.06.2018 | |
| 33 (113) | 07.06.2018 | Рома решает устроить для Алисы «welcome party», но неожиданно узнаёт, что Артём ночевал у Кати. Андрей делает Ларисе предложение, однако она предлагает ему подписать брачный контракт, что приводит к их ссоре. Стасу предлагают работать в лицее, если он сменит фамилию. Оля страдает от отсутствия мужика; Женя гадает ей на картах, что её неудачи в отношениях начались после расставания с Костей.                                                                                 |
| 34 (114) | 08.06.2018 | |

### Сезон 3
| № серии  | Премьера   | Описание серии |
| -------- | ---------- | --- |
| 1 (115)  | 17.09.2018 | |
| 2 (116)  | 17.09.2018 | |
| 3 (117)  | 18.09.2018 | |
| 4 (118)  | 19.09.2018 | |
| 5 (119)  | 20.09.2018 | |
| 6 (120)  | 24.09.2018 | |
| 7 (121)  | 25.09.2018 | |
| 8 (122)  | 26.09.2018 | |
| 9 (123)  | 27.09.2018 | |
| 10 (124) | 01.10.2018 | |
| 11 (125) | 02.10.2018 | |
| 12 (126) | 03.10.2018 | |
| 13 (127) | 04.10.2018 | |
| 14 (128) | 08.10.2018 | |
| 15 (129) | 09.10.2018 | |
| 16 (130) | 10.10.2018 | |
| 17 (131) | 11.10.2018 | |
| 18 (132) | 15.10.2018 | |
| 19 (133) | 16.10.2018 | |
| 20 (134) | 17.10.2018 | |
| 21 (135) | 18.10.2018 | |
| 22 (136) | 22.10.2018 | |
| 23 (137) | 23.10.2018 | |
| 24 (138) | 24.10.2018 | |
| 25 (139) | 25.10.2018 | |
| 26 (140) | 29.10.2018 | |
| 27 (141) | 30.10.2018 | |
| 28 (142) | 31.10.2018 | |
| 29 (143) | 01.11.2018 | |
| 30 (144) | 06.11.2018 | |
| 31 (145) | 07.11.2018 | |
| 32 (146) | 08.11.2018 | |
| 33 (147) | 12.11.2018 | |
| 34 (148) | 13.11.2018 | |
| 35 (149) | 14.11.2018 | |
| 36 (150) | 15.11.2018 | |
| 37 (151) | 19.11.2018 | |
| 38 (152) | 20.11.2018 | |
| 39 (153) | 21.11.2018 | |
| 40 (154) | 22.11.2018 | |
| 41 (155) | 23.11.2018 | |
| 42 (156) | 26.11.2018 | |
| 43 (157) | 27.11.2018 | |
| 44 (158) | 28.11.2018 | |
| 45 (159) | 29.11.2018 | |
| 46 (160) | 30.11.2018 | |
| 47 (161) | 03.12.2018 | |
| 48 (162) | 04.12.2018 | |
| 49 (163) | 05.12.2018 | |
| 50 (164) | 06.12.2018 | |
| 51 (165) | 07.12.2018 | Андрей берётся за заботу о Тоше, пока Лариса в больнице. Боря ревнует Олю к хозяину соседнего магазина. Светка пытается помочь Юре с буллингом от старшеклассников. Вахрушева всеми способами пытается оставить Дэна в зале. |
| 52 (166) | 10.12.2018 | Андрею сообщают, что Ларисе не помогает лечение. Марат признаётся, что он до сих пор любит Ирку. Он и Дэн решают спор в спаррингом. Вся "Улица" начинает ставить ставки, главным букмекером выступил Виталя. Рома показывая в трансляции школу Ксюхи называет её своей одноклассницей, тем самым обижает девушку. Дэн побеждает в спарринге. |
| 53 (167) | 11.12.2018 | К Андрею приезжает мама Ларисы. Костя стал сотрудником месяца и напивается в дайнере. Боря показывает Косте блог Витали, где он пишет о своих сексуальных похождениях. У Энн проблемы с учёбой. Ради подруги Светка предлагает сделку Максу, если он бросит Энн, то она в свою очередь поможет ему с учёбой. Ангелина ссорится с Костей из-за того, что он повторяет примочки Витали в сексе. Макс бросает Энн, продаёт драм-машину и даёт ей деньги на курсы. |
| 54 (168) | 12.12.2018 | Лариса возвращается домой. Андрей выгоняет её мать из квартиры. Рома знакомит Ксюшу со своими друзьями, среди которых оказалась его бывшая. У Аллы проблемы с салоном, истекает срок аренды, и она просит Ирку соблазнить нового председателя района. Луиза просит Дэна поприсутствовать на переговорах. Что будет, если они столкнутся в одном ресторане? |
| 55 (169) | 13.12.2018 | Дэн ушёл от Иры. Алле продлили аренду на салон. Алла рассказала Дэну правду о ситуации с Маратом. Оля и Боря решают провести весь день вместе в магазине подарков. Дэн решил помириться с Иркой, но дед сказал ему, что внучка с Маратиком. Лариса и Андрей подают заявление. |
| 56 (170) | 14.12.2018 | Лаура и Сергеич решили назначить опекуна для их ребёнка. Ирка узнаёт о том, что дед наговорил Дэну. Костя не может придумать как оригинально сделать предложение Ангелине. Боря и Виталя продолжают вести борьбу с Филиппом. Костя всё-таки делает предложение Ангелине, но она отказывает и предлагает пожить вместе. |
| 57 (171) | 17.12.2018 | Рыча забрала у Энн фотоаппарат. Макс хочет вернуть его и попросил Рому помочь ему. За Никольскими следит мужчина, виноватый в аварии в которую попали Лёша и Ксюша. Ира встретилась с бабушкой Марата и призналась, что они с Маратом не вместе. Маша узнаёт, что Валера встречается с ней не по любви. |
| 58 (172) | 18.12.2018 | Отец Ксю уехал в командировку. Юля собирается уезжать во Владимир. Таксист, виновный в аварии попытался поговорить с отцом Ксюши, но получил пулю из травмата в ногу. Костя предложил Ангелине пожить у него. Рыча обвинила Энн во взломе её кабинета. Влад снял унитаз в квартире Кости и переезд Ангелины стоит под угрозой. Юля, Оля и Женя собираются в клуб. Женя случайно пригласила Филиппа, тем самым заставила ревновать Борю. Фила избил гопник по пути из клуба. Соколов считает, что Юля беременна. Виталя становится отличной няней для Тоши. Рома проникает в квартиру Ксюши под видом подруги. |
| 59 (173) | 19.12.2018 | Луизу не устраивают отношения с Дэном. В Ларисе просыпается ревность к Андрею. Соколов заставляет Юлю тест на беременность. Маша и Валера решили попробовать Танрический секс. Соколов признаётся Кате в том, что Юля беременна. |
| 60 (174) | 20.12.2018 | Катя не хочет говорить с Соколовым. Лариса пытается собрать подписи для того, чтобы в доме починили воду. Катя переживает из-за расставания с Соколовым. Энн узнаёт, что Рома забрал фотоаппарат по просьбе Макса. Костя и Ангелина устроили новоселье, где он напился. |
| 61 (175) | 21.12.2018 | Ксюша поссорилась с Ромой из-за граффити. Рома делает дизайн-проект для дома Ларисы и Андрея. Костя неправильно понимает сообщение Ангелины и бросает её. Катя готова помириться с Соколовым, если Юля сделает аборт. |
| 62 (176) | 24.12.2018 | Алла общается с медбратом из Испании, с которым у неё был курортный роман. Маша пытается наладить её личную жизнь и в результате оказывается уволенной. Соколов хочет, чтобы Юля сохранила ребёнка. Андрей и Лариса считают, что их сын не ребёнок Андрея, а Сергеича. Оля в кафе устраивает "Speed dating". Юля уезжает во Владимир. |
| 63 (177) | 25.12.2018 | Ксюша хочет, чтобы Рома извинился первым. Аня предлагает Ларисе открыть бизнес. Лера пытается добиться расположения Дениса. Неожиданно из командировки возвращается отец Ксюши. Луиза задумывается о расставании с Дэном. |
| 64 (178) | 26.12.2018 | Салон Аллы обокрали. Родная мать ребёнка Лауры и Сергеича хочет увидеть ребёнка. Испанец Аллы приехал в Россию. Лариса пытается довести до улыбки Тошу. Трек Энн и Макса начал приносить деньги. |
| 65 (179) | 27.12.2018 | Костя защитил Свету от Максимова. Вахрушева расстаётся с Дэном. Ирка потеряла паспорт. Марат возвращает его, только с другой фамилией и штампом. На Костю нападает Максимов с друзьями, его спасает Кабан. Родная мать Тоши хочет вернуть ребёнка себе. Сергеич предлагает ей взятку, но она отказывается. Лера целует Дэна. Виталя разыграл Борю ограблением магазина подарков, что привело к реальному ограблению. Отец Ксюши знакомится с Вахрушевой. Ирка мирится с Маратом и он делает ей предложение. Катя просит у Аллы отпуск и возвращается к Соколову. Они решают уехать в Питер. |
| 66 (180) | 28.12.2018 | Андрей продаёт квартиру. Костя бросил зал, тем самым разозлил Ангелину. Она предлагает Косте быть вместе, но он отказывает. Роберто обокрали в такси. В салоне проводится собеседование на должность парикмахера. Энн проводит вечеринку в гараже. Костя отдаёт ключи от съёмной квартиры Роме. К Энн приходит отец Макса и просит подписать документ об отказе от авторских прав. Макс мирится с Энн. Валера предложил Маше съехаться. Ксюша переезжает к Роме. Состоялся суд над опекой Тоши и его придётся отдать Соне. Лариса и Андрей переезжают на Рублёвку. Жители "Улицы" провожают их. Вахрушева хочет купить квартиру Андрея. Андрей рассказывает Тоше сказку о жителях "Улицы". Между Ангелиной и Кабаном проскакивает искра. Света начинает встречаться с Костей. Ирка и Марат планируют свадьбу. Катя и Соколов переезжают в Питер. |

## Награды и номинации
| Награды и номинации | Награды и номинации                         | Награды и номинации          | Награды и номинации | Награды и номинации |
| Год                 | Награда                                     | Категория                    | Результат           |                     |
| ------------------- | ------------------------------------------- | ---------------------------- | ------------------- | ------------------- |
| 2018                | Национальная телевизионная премия ТЭФИ 2018 | Дневной телевизионный сериал | Победа              |                     |